# Haymarket (Metrô de Newcastle)
Haymarket é uma estação do Tyne and Wear Metro que serve o centro da cidade de Newcastle upon Tyne, condado metropolitano de Tyne and Wear, Inglaterra. A estação entrou na rede em agosto de 1980, após a abertura da linha entre Haymarket, importante região universitária de Newcastle, até a cidade vizinha de Tynemouth - a primeira fase da rede a ser inaugurada.
Após a abertura da linha entre Haymarket e Heworth Interchange, em novembro de 1981, a estação foi aberta para serviços diretos. Antes disso, os trens faziam ré usando o cruzamento entre Haymarket e Monument.
A estação está localizada no extremo norte da Northumberland Street, a uma curta caminhada da Newcastle University e da Northumbria University, do Newcastle Civic Centre e do Great North Museum: Hancock. Está a cerca de 100m da Estação de Ônibus Haymarket e 250 m da Estação de Ônibus Eldon Square.
É a mais profunda das estações da rede Tyne and Wear Metro. Antes da reforma do final dos anos 2000, a escada (substituída por uma terceira escada rolante) tinha 105 degraus. Também possui salas subterrâneas, restritas ao público, que contêm arquivos e diversos documentos históricos.
Foi usada por 3 216 144 passageiros em 2017–18, tornando-a a segunda estação mais usada na rede depois de Monument (5 245 507).

## Remodelação
Em agosto de 2006, os planos finais para a reconstrução completa da estação, orçado em £20 milhões, foram divulgados. Os planos para um reestilização de £9 milhões haviam sido anunciados anteriormente, em 2004.
A Tolent Construction foi indicada como empreiteira para o projeto, e foi chefiada pela joint-venture 42nd Street Haymarket Hub. Reid Jubb Brown foi a empresa de arquitetura responsável, com a Arup contratada como consultoria de engenharia.
A Gardiner Richardson, agência de comunicação criativa sediada em Newcastle, trabalhou no redesenvolvimento das áreas de passageiros da estação, juntamente com Lothar Goetz, conferencista da University of Sunderland. O trabalho da agência centrou-se na atualização da marca corporativa da Tyne and Wear Metro, incluindo a paleta de cores e a sinalização. Goetz criou uma obra de arte chamada Canon, usando vários painéis de esmalte vítreo colorido no saguão, no poço da escada rolante e na área da plataforma.
Um total de £5 milhões foi gasto na renovação da área de passageiros, com obras concluídas em 2009. Haymarket agora serve como um modelo para outros projetos de modernização de estações dentro do programa Metro: All Change, com a Estação Central Station reformada para um estilo semelhante em 2017.
A princesa Anne, abriu oficialmente o recém-remodelada Haymarket em 29 de março de 2010, após viajar no metrô Tyne and Wear à partir de Jesmond. Em 2010, a estação de Haymarket foi indicada para o Carbuncle Cup - prêmio de arquitetura, concedido anualmente pela revista Building Design para "o edifício mais feio do Reino Unido concluído nos últimos 12 meses".

## Facilidades
O acesso sem degraus está disponível em todas as estações da rede Tyne and Wear Metro, com um elevador que fornece acesso às plataformas em Haymarket. Como parte da reforma da estação, elevadores e escadas rolantes foram substituídos, com uma terceira escada rolante adicional instalada. Haymarket está equipada com assentos, displays de informações do próximo trem, cartazes de horários e um ponto de ajuda de emergência em ambas as plataformas, além de máquinas de bilhetes que aceitam pagamentos com cartão de crédito e débito (incluindo pagamento sem contato), notas e moedas. Barreiras automáticas de bilhetes foram instaladas em 13 estações em toda a rede durante o início de 2010, incluindo Haymarket. Também há validadores de smartcard. A estação abriga ainda uma série de lojas, serviços e escritórios.
Não há estacionamento dedicado disponível no prédio. Uma praça de táxis está localizada ao lado da Estação de Ônibus Haymarket, nas proximidades. Existe ainda a disponibilização de estacionamento para bicicletas.

## Serviços
Em abril de 2021, a estação era servida por até 10 trens por hora durante a semana e aos sábados, e até 8 trens por hora durante a noite e aos domingos. Os serviços adicionais operam entre Pelaw e Benton, Monkseaton, Regent Centre ou South Gosforth nos horários de pico.
Material rodante: Class 994 Metrocar

Mapa geograficamente preciso do Tyne and Wear Metro (Green Line e Yellow Line)

|  |  |  |

| Zona C |
| Zona B |

|  |  |  |

|  |  |  |

|  |  |  |

|  |  |  |

|  |  |  |

|  |  |  |

|  |  |  |  |  |

| Zona B |
| Zona A |

|  |  |

|  |  |  |  |

|  |  |  |  |

|  |  |  |  |

|  |  |  |  |

|  |  |  |  |

| via North Shields |
| St James          |

|  |  |  |  |

|  |  |  |

|  |  |  |  |

|  |  |  |  |

| Zona A |
| Zona B |

|  |  |  |  |

|  |  |  |  |

|  |  |

|  |  |  |  |  |

|  |  |  |

|  |  |  |

|  |  |  |

| Zona B |
| Zona C |

|  |  |  |

|  |  |  |

|  |  |  |

|  |  |  |

|  |  |  |

|  |  |  |

|  |  |  |

|  |  |  |

|  |  |  |

|  |  |  |

|  |  |

|  |

|  |

|  |

|  |

|  |

|  |

|  |

|  |  |  |

| Zona C |
| Zona B |

|  |  |  |

|  |  |  |

|  |  |  |

|  |  |  |

|  |  |  |

|  |  |  |

|  |  |  |  |  |

| Zona B |
| Zona A |

|  |  |

|  |  |  |  |

|  |  |  |  |

|  |  |  |  |

|  |  |  |  |

|  |  |  |  |

| via North Shields |
| St James          |

|  |  |  |  |

|  |  |  |

|  |  |  |  |

|  |  |  |  |

| Zona A |
| Zona B |

|  |  |  |  |

|  |  |  |  |

|  |  |

|  |  |  |  |  |

|  |  |  |

|  |  |  |

|  |  |  |

| Zona B |
| Zona C |

|  |  |  |

|  |  |  |

|  |  |  |

|  |  |  |

|  |  |  |

|  |  |  |

|  |  |  |

|  |  |  |

|  |  |  |

|  |  |  |

|  |  |

|  |

|  |

|  |

|  |

|  |

|  |

|  |

|  |  |  |  |  |  |  |

|  |  |  |  |  |  |

| Zona C |
| Zona B |

|  |  |  |  |  |  |

|  |  |  |  |  |  |

|  |  |  |  |

|  |  |  |  |

| Zona C |
| Zona B |

|  |  |  |  |

|  |  |  |  |

|  |  |  |  |

| Zona B |
| Zona A |

|  |  |  |  |  |  |  |

|  |  |  |  |  |

| Zona B |
| Zona A |

|  |  |  |  |  |

|  |  |  |  |  |

|  |  |  |  |  |

|  |  |  |  |  |

|  |  |  |  |  |  |  |

|  |  |  |  |  |  |

|  |  |  |

|  |  |  |

| Zona A |
| Zona B |

|  |  |  |

|  |  |  |

|  |  |  |  |  |

|  |  |  |  |

|  |  |

|  |  |

| Zona B |
| Zona C |

|  |  |

|  |  |

|  |  |

|  |  |

|  |  |

|  |  |

|  |

|  |

|  |

|  |

|  |

|  |

|  |

|  |

|  |  |  |  |  |  |  |

|  |  |  |  |  |  |

| Zona C |
| Zona B |

|  |  |  |  |  |  |

|  |  |  |  |  |  |

|  |  |  |  |

|  |  |  |  |

| Zona C |
| Zona B |

|  |  |  |  |

|  |  |  |  |

|  |  |  |  |

| Zona B |
| Zona A |

|  |  |  |  |  |  |  |

|  |  |  |  |  |

| Zona B |
| Zona A |

|  |  |  |  |  |

|  |  |  |  |  |

|  |  |  |  |  |

|  |  |  |  |  |

|  |  |  |  |  |  |  |

|  |  |  |  |  |  |

|  |  |  |

|  |  |  |

| Zona A |
| Zona B |

|  |  |  |

|  |  |  |

|  |  |  |  |  |

|  |  |  |  |

|  |  |

|  |  |

| Zona B |
| Zona C |

|  |  |

|  |  |

|  |  |

|  |  |

|  |  |

|  |  |

|  |

|  |

|  |

|  |

|  |

|  |

|  |

|  |

## Galeria
- O antigo prédio circular dos anos 1980, antes da reforma no final dos anos 2000.
- Haymarket Hub, o novo prédio da estação, com construção quase concluída em maio de 2009.
- A plataforma sul, em setembro de 2010, após a reforma da estação.
- Instalação de arte Cannon, de Lothar Goetz, apresenta uma variedade de painéis coloridos de esmalte vítreo. .